# Louis Schaub
Louis Schaub (n. 29 decembrie 1994, Fulda, Germania) este un fotbalist austriac, care joacă pe post de mijlocaș la Rapid Viena în Bundesliga. Pe plan internațional, are prezențe la națională pentru Austria, Austria U17⁠(d), Austria U19⁠(d) și Austria U21⁠(d).

## Cariera de jucător
Schaub și-a început cariera de fotbalist profesionist la Rapid Viena. El a debutat pe 18 august 2012 în victoria 3-0 din campionat contra echipei SK Sturm Graz. La data de 4 august 2015, el a marcat două goluri, inclusiv cel care a adus victoria 3-2 în meciul împotriva celor de la Ajax Amsterdam din preliminariile Ligii Campionilor.

## Cariera internațională
Schaub a debutat la echipa națională de tineret în preliminariile Campionatului European U21 din 2015. El a intrat din postura de rezervă în minutul 76 în victoria 1-0 contra Albaniei.

## Viața personală
Louis Schuab este fiul unei mame austriece și un tată german. Tatăl său, Fred, a fost fotbalist în Bundesliga. Fred Schaub a murit în 2003 într-un accident de mașină. Louis Chaub se află și el în mașină, dar a supraviețuit accidentului.